# Статуа за ка
Статуа за ка је врста староегипатске статуе која је намењена као место где ће се сместити ка (животна енергија; један од делова душе) особе након њене смрти. Древни Египћани су веровали да особу чини пет аспеката: ка, кхет (физичко тело), рен (име), ба (личности; један од делова душе) и шут (сенка).

## Сврха и употреба
Древни Египћани су веровали да након смрти вечни делови душе напуштају тело и ослобођени су да тумарају светом, али им је потребно физичко тело или сурогат попут статуе за ка као трајни дом.
Стуатуе за ка су служиле и као врста успомене на покојника чије тело није присутно. У Абидосу су пронађене стотине оваквих статуа које су допуштале да мртви учествују у годишњим фестивалима који су славили Озирисово враћање из мртвих.
Зато што су древни Египћани веровали да статуе помоћу магије могу да сагледавају свет, оне су враћане у живот од стране свештеника са посебним ритуалом отварања уста. Уз само отварање уста, статуи су се отварале и очи, нос и уши како би могле да дишу, једу, пију, гледају, миришу, чују и говоре.

## Дизајн и прављење
Статуе за ка су биле изграђене од дрвета и камена, а понекад су биле и осликане како би имитирале лик покојника и тиме очврсле духовну везу и заувек сачувале сећања покојника. Многе овакве статуе су постављене у наменски подигнуте капеле или нише које су понекад биле прекривене текстовима. Попут многих староегипатских статуа, статуе за ка су имале круту позу. Могле су да приказују покојника како седи или стоји, али у оба случаја су рефлектовале потребу да се види свет испред ње и биле су усклађене са идеалом лепоте и савршенства.
| D28 |

| D28 |

Хијероглиф који је представљао ка се састојао од пара подигнутих руку. Понекад се приказује на глави статуе како би се нагласило о чему се ради.